# Saori Sakoda
Saori Sakoda, född 18 december 1987 i Kagoshima, är en japansk volleybollspelare. Sakoda blev olympisk bronsmedaljör i volleyboll vid sommarspelen 2012 i London.